# Валленфельс
Валленфельс (нім. Wallenfels) — місто в Німеччині, розташоване в землі Баварія. Підпорядковується адміністративному округу Верхня Франконія. Входить до складу району Кронах.
Площа — 45,60 км2. Населення становить 2589 ос. (станом на 31 грудня 2020).